# بیل پانکو
بیل پانکو (انگلیسی: Bill Pankow) (زاده ۱۹۵۲ - نیویورک) تدوین‌گر سینما اهل ایالات متحده آمریکا است.
وی تدوین‌گر فیلم‌هایی زیر بوده است:
- تسخیرناپذیران (۱۹۸۷)
- والدین (۱۹۸۹)
- خاکسپاری (۱۹۹۶)
- چشمان مار (۱۹۹۸)
- کوکب سیاه (۲۰۰۶)
- تجاوز (۲۰۱۱)